# Gerald Ehrmann
Gerald Ehrmann (født 18. februar 1959 i Tauberbischofsheim, Vesttyskland) er en tysk tidligere fodboldspiller (målmand).
Ehrmann startede sin karriere hos FC Köln, hvor han var tilknyttet i syv sæsoner. Herefter spillede han i 13 sæsoner hos FC Kaiserslautern, hvor han spillede mere end 300 ligakampe. Han var med til at vinde både Bundesligaen og DFB-Pokalen med begge klubber, omend han i tiden hos FC Köln primært var reservemålmand.

## Titler
Bundesligaen
- 1978 med FC Köln
- 1991 med FC Kaiserslautern

DFB-Pokal
- 1978 og 1983 med FC Köln
- 1990 og 1996 med FC Kaiserslautern